# Ubiens

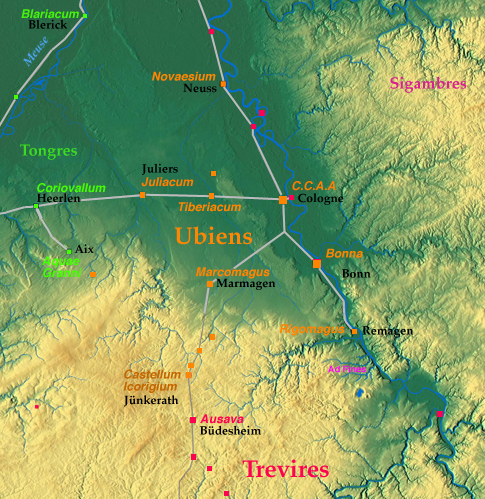
Topographie autour de CCAA, chaussées romaines, Limes et des Ubiens - proximité des Tongres et des Trévires - au-delà du Rhin, en Germanie: les Sigambres

Les Ubiens (latin Ubii) sont un des peuples germaniques de l'Antiquité romaine. 
Les Ubiens ont d'abord habité la rive droite du Rhin entre la Sieg et le Lahn jusqu'au Main inférieur, soit dans la Germania Magna, comme l'appelaient les Romains. Leur principale colonie, la future ville de Cologne, est d'abord évoquée sous le nom de Oppidum Ubiorum. Ils étaient voisins, au Sud des Trévires et à l'Est, des Sicambres. 
Ils furent l'une des premières nations germaniques à céder à la pratique romaine  du divide et impera.  Lors de sa guerre des Gaules, les Ubiens furent de loyaux alliés des Romains et les aidèrent notamment à réprimer la révolte des Bataves en 70.  
Sensibles à la culture romaine, les Ubiens s'engagèrent activement à leurs cotés, de la mise en place d'étroites relations commerciales, à l'éducation de leurs fils, confiés comme otages et finirent par accepter de leur rendre hommage aux termes de l'alliance que Jules César forma avec eux en 55 av. J.-C.. En l'an 50, Claude rebaptise leur oppidum en l'honneur de sa femme Agrippine, Colonia Claudia Ara Agrippinensium.  
Bons alliés, ils fournissent aux Romains des troupes auxiliaires, en particulier, une excellente cavalerie. Ce comportement leur valut un avis mitigé de leurs pairs germaniques, de la méfiance à l'envi, ce qui entraîna de nombreux conflits voire une haine prononcée au moment des soulèvements des tribus germaniques. 
La pression les menaçant, Marcus Vispanius Agrippa les fit déplacer sur la rive gauche du Rhin en 19/18 av. J.-C., dans la future province romaine de Germanie inférieure. Dix ans plus tard, Agrippa fonda sur leur ancien territoire la ville de Cologne qui devint leur capitale Après leur réinstallation, les Ubiens venant de Cologne furent appelés les "Agrippinenses". Jusqu'au règne de l'Empereur Domitien, cette rive gauche du Rhin fit ainsi partie de la province Gallia Belgica. Leur territoire s'agrandit, allant de la région de Bonn, près d'Aix-la-Chapelle, aux rives de la Wurm et à la vallée de l'Ahr.  
Les Ubiens soutinrent les troupes romaines dans leur guerre contre les Marcomans de Pannonie en 166-167. En 306, les lètes francs saliens combattent avec les Ubiens contre les Alamans. Leur identité fusionne ensuite avec celle des Francs de la Gaule.